# Castalius austini
Castalius austini är en fjärilsart som beskrevs av Francis Arthur Heron 1894. Castalius austini ingår i släktet Castalius och familjen juvelvingar. Inga underarter finns listade i Catalogue of Life.